# Línea M4 (AUVASA)
La línea M4 de AUVASA une a primera hora de la mañana los barrios de La Victoria, Girón y Huerta del Rey con el centro de Valladolid. Tiene servicio de lunes a viernes laborables.

## Frecuencias
| DÍA                | LUGAR DE SALIDA | HORARIO DE SALIDA |
| ------------------ | --------------- | ----------------- |
| Laborables         | LA VICTORIA     | 6:50              |
| Sábados y festivos | SIN SERVICIO    | -                 |

## Paradas
Nota: Al pinchar sobre los enlaces de las distintas paradas se muestra cuanto tiempo queda para que pase el autobús por esa parada.
| Hacia Plaza España                                  | Correspondencia con líneas:      |
| --------------------------------------------------- | -------------------------------- |
| Pº Jardín Botánico esq. Brezo                       | 5 6                              |
| Pº Jardín Botánico fte. Jara                        | 5 6                              |
| Pº Jardín Botánico fte. 6                           | 5 6                              |
| Pº Jardín Botánico parc. 8 Centro Salud La Victoria | 5 6                              |
| C/ Fuente el Sol 31                                 | 5 6                              |
| C/ Júpiter fte. 12 esq. Comuneros de Castilla       | 5 6 C1                           |
| Avda. Gijón 26 canal                                | 4 5 6 C1                         |
| Avda. Gijón fte. Cristo Rey                         | C1                               |
| C/ Enseñanza esq. Avda. Gijón                       | 3 C1                             |
| Avda. Las Contiendas 97                             | 3 C1                             |
| Avda. Los Cerros fte. 38 Antiguo Cine Castilla      | 3 C1                             |
| C/ Bálago esq. Sementera                            | 5 6                              |
| Avda. Ramón Pradera fte. hotel                      | 4 5 6 24                         |
| Avda. Ramón Pradera Feria de Valladolid             | 4 5 6 24                         |
| Avda. Gloria Fuertes 1 esq. Joaquín Velasco Martín  | 4 6 24                           |
| Pza. Poniente fte. Jorge Guillén                    | M5 1 3 4 6 8 24                  |
| Pza. Fuente Dorada                                  | M1 M2 M3 M5 M6 M7 1 2 3 4 6 8 24 |
| C/ López Gómez 13 esq. Fray Luis de León            | M5 3 4 6 24                      |
| Pza. España Bola del Mundo                          | M2 M5 M6 1 2 4 7 8               |